# Franz Karl Friedrich Müller
Franz Karl Friedrich Müller (geb. 1806; gest. 1876) war ein Schriftsteller und Theaterwissenschaftler. Müller schrieb hauptsächlich zu dem Komponisten Richard Wagner. Beruflich war er Jurist und Beamter.
Müller stand auch mit Richard Wagner im Briefwechsel. Autographen Müllers an Wagner gibt es. Er war in Weimar ansässig. Er war Sohn des Hofmedicus Johann Christian Wilhelm Müller (1754–1806). Im Jahre 1831 war er Landesdirektionsregistrator, später Regierungsrat.

## Werke (Auswahl)
- Richard Wagner und das Musik-Drama: ein Charakterbild, Matthes, 1861.
- Die Meistersinger von Nürnberg. Ein Versuch zur Einführung in die gleichnamige Dichtung Richard Wagner's, Kaiser, München 1869.
- Die Meistersinger von Nürnberg : für die Aufführungen an der Königl. Sächs. Hofbühne bestimmte Ausgabe Verlag von B. Schott’s Söhnen Mainz 1869.